# 헬라주

헬라주의 깃발

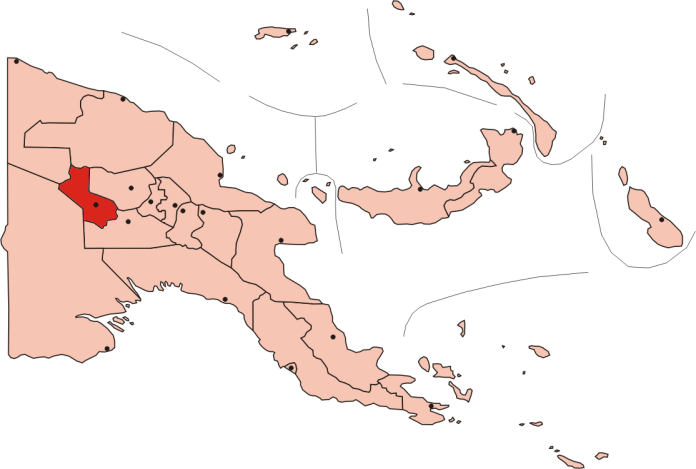
헬라주

헬라주(Hela)는 파푸아뉴기니의 주로 주도는 타리이며 면적은 10,498km2, 인구는 249,449명(2011년 인구 조사 기준)이다. 2012년 5월 17일 서던하일랜즈주에서 분리되어 신설되었다.